# رومانو بوبو
رومانو بوبو (بالإيطالية: Romano Puppo)‏ هو ممثل إيطالي (وحمل سابقاً جنسية مملكة إيطاليا)، ولد في 25 مارس 1933 في ترييستي في إيطاليا، وتوفي بنفس المكان في 11 مايو 1994 بسبب حادث مرور.

## أعمال

### أفلام
- (1966) الطيب والشرس والقبيح
- (1989) بورن تو فايت

## وصلات خارجية
- رومانو بوبو على موقع IMDb (الإنجليزية)
- رومانو بوبو على موقع قاعدة بيانات الفيلم (الإنجليزية)